# Haydon (Northumberland)
Haydon – civil parish w Anglii, w hrabstwie Northumberland. W 2011 civil parish liczyła 2184 mieszkańców. W obszar civil parish wchodzą także Haydon Bridge i Langley.